# Archer Martin
Archer John Porter Martin (n. 1 martie 1910, Londra, Regatul Unit al Marii Britanii și Irlandei – d. 28 iulie 2002, Llangarron⁠(d), Herefordshire, Anglia, Regatul Unit) a fost un chimist britanic, laureat al Premiului Nobel pentru chimie (1952) împreună cu Richard Laurence Millington Synge.